# 感觉系统

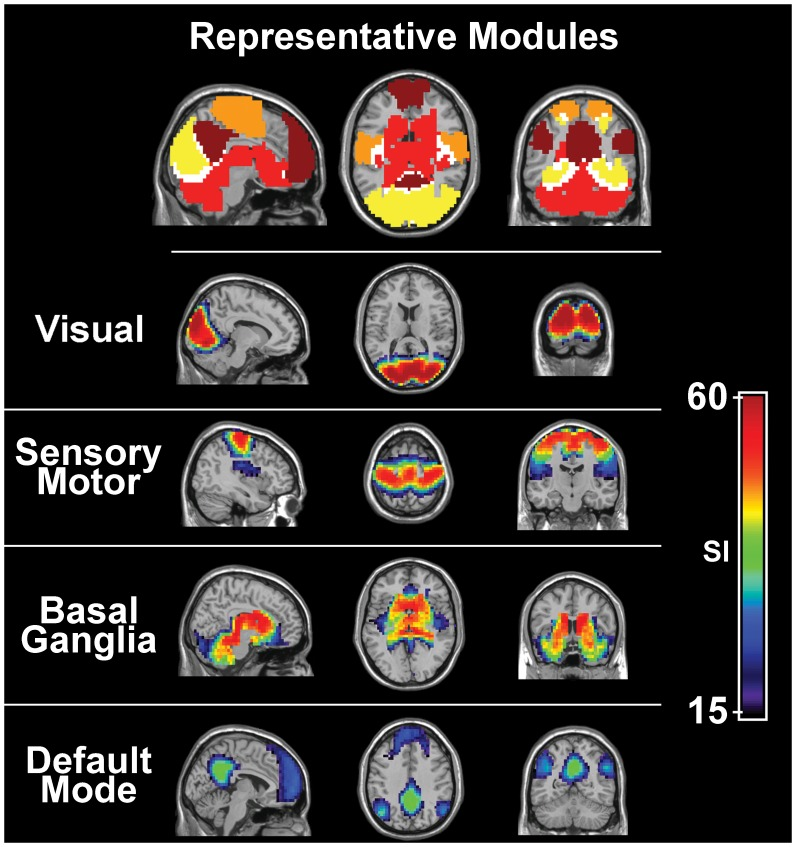
即使在静息态下，视觉系统及体感系統仍然是活躍的

感觉系统是神经系统中处理感觉信息的一部分。感觉系统包括感受器、神经通路以及大脑中和感觉知觉有关的部分。通常而言感觉系统包括那些和视觉、听觉、触觉、味觉以及嗅觉相关的系统。简单而言，感觉系统是物理世界与内在感受之间的变换器，人類或是動物以此產生對外在世界的知觉。
感受野對應特定的感覺細胞或感覺器官，是指外在世界上可產生刺激，使感覺細胞或器官可以感知的部份。例如眼睛可見之處，就是眼睛的感受野，而视杆细胞或视锥细胞可以感受到的光，是這些細胞的感受野。感受野會因為對應视觉系统、聽覺系統、體感系統等，而有不同的感受野。

## 刺激
感觉系统會接收到刺激的四個層面：種類、強度、位置及持續時間。連續聲音到達的時間及兩耳接收到的相位會用來識別音源的位置。特定的接受器會對特定的刺激格外敏感（例如不同的机械感受器會對不同的刺激有反應，例如尖銳或鈍的物體）。接受器动作电位會以特定方式變化，表示刺激源的強度（例如聲音有多大）。接受器的位置可以提供大腦有關刺激來源的資訊（例如手指的机械感受器也會讓大腦知道是哪一隻手指摸到東西）。刺激持續的時間可以由接受器訊號持續的時間來表示。這些脈衝透過传入神经傳到大腦。

## 感觉及感受器
因為感覺定義的不同，神經學家對於感覺的種類及個數仍有爭議。不過释迦牟尼及亚里士多德都有定義五種人會有的感覺：觸覺、味覺、嗅覺、視覺及聽覺。其他人類及大部份哺乳類會有的感覺有痛覺、平衡感、本體感覺及溫覺。有些人類以外的動物還有一些其他的感覺，例如磁感覺及电感覺。

### 化学感受器
化学感受器會偵測特定的化學刺激，將信號轉換為動作電位。化学感受器主要有兩種：
- 距離化學感受器（Distance chemoreceptors）會接收嗅覺系統的刺激，藉由嗅覺接收神經元以及鋤鼻器中的神經元。
- 直接化學感受器（Direct chemoreceptors）包括味觉系統中的味蕾，也包括主動脈體（英语：aortic bodies）中偵測氧氣濃度變化的感受器[4]。

### 光感受器
光感受器可以進行視覺光轉導，也就是將光（電磁波）藉由其他形式的能量，轉換為膜电位。光感受器主要可以分為三種：
- 视锥细胞是可以對颜色有靈敏反應的光感受器。人體中有三種视锥细胞，分別可以感測短波長（藍色）、中波長（綠色）及短波長（黃色/紅色）的光[5]。
- 视杆细胞是對光的強度很敏銳的光感受器，可以在昏暗的照明下視物。動物视锥细胞及视杆细胞的比例和動物是晝行性或夜行性有關。人類的视杆细胞是的视锥细胞的20倍。像是灰林鸮之類的夜行性動物，比例會到1000倍[5]。
- 视网膜神经节细胞（英语：Retinal ganglion cell）位在视网膜及腎上腺髓質（英语：adrenal medulla）中，和交感神经反应有關。在视网膜中約130萬個视网膜神经节细胞中，大約有1-2%為感光神经节（英语：intrinsically photosensitive retinal ganglion cells）[6]。感光神经节對一些動物的有意識視覺有關[7]，一般也認為在人身上扮演相同的角色[8]。

### 机械感受器
机械感受器是可以感受受力（例如压强及扭動）的感受器。有些机械感受器存在毛细胞中，在前庭系统及聽覺系統中有重要的功用。主要机械感受器是在皮肤，可以分為四種：
- 慢適應第1型感受器（Slowly Adapting type 1 Receptors）接收野較小，對靜態的刺激有反應。這種感受器主要可以感知物體的形狀及粗糙度（英语：Surface roughness）。
- 慢適應第2型感受器（Slowly Adapting type 2 Receptors）接收野較大，對伸展有反应。這種感受器和第1型感受器類似，也是感知連續的刺激。
- 快適應感受器（Rapidly Adapting Receptors）接收野較小，對滑動有反應。
- 巴齊尼氏感受器（Pacinian Receptors）接收野較大，主要感知高頻的振動。

### 温度感受器
温度感受器是感知溫度變化的感受器。有關其感知的機制仍不明確，不過有研究發現哺乳類至少有兩種温度感受器：
- 克劳泽终球偵測比體溫低的溫度。
- 球状小体偵測比體溫高的溫度。

### 伤害感受器
伤害感受器會在受到可能會有傷害的潛在刺激時，送訊號到脊髓和脑。這個程序稱為伤害感受，多半會造成疼痛的感受。在內臟及體表都有這種感受器。伤害感受器會感知不同種類的傷害性刺激或是實際傷害。有些伤害感受器只在組織受損時才會反應，稱為「休眠」或「沈默」伤害感受器。
- 熱伤害感受器會在有害的高溫或是低溫時有反應。
- 機械伤害感受器會在過大的壓強或是形變時有反應。
- 化學伤害感受器會對許多的化學物品有反應，有些是組織受損的信號。化學伤害感受器可以偵測特定種類的食物。

## 感觉皮层

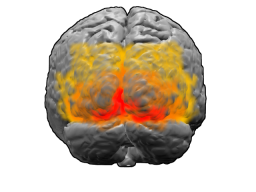
人類的布羅德曼分區17、18、19代表著位於枕葉的視覺皮層。

上述受体接收到的刺激會轉換為动作电位，透過一個或是多個传入神经纤维傳到大腦的特定部位。感觉皮层一詞常常用來指体感皮层，不過更準確的定義是指大腦中處理感官訊號的多個部位。針對人類傳統的五感而言，包括了初級及次級的感觉皮层：体感皮层、视觉皮层、聽覺皮層、原嗅皮層及味觉皮层。其他的刺激模式也有對應的感觉皮层，包括維持平衡感的前庭皮质。

### 体感皮层
体感皮层位在大腦的顶叶，是体感系統中處理觸覺及本體感覺的主要接受區。体感皮层可以再細分為布罗德曼分区系统 1, 2和3。目前認為布羅德曼3區是主要的訊息處理中心，接收到大部份丘脑的輸入、具有對体感刺激有明顯反應的神經元、而且可以藉由刺激產生的電子訊息產生本體感覺。1區及2區接受大部份1區及2區的訊號。腦部也有本體感覺（藉由小腦）及運動神經控制（透過布羅德曼4區）的路徑。可參考S2（次級體感皮層）。

### 視覺皮層
視覺皮層包括稱為V1或布羅德曼17區的初級視覺皮層，以及纹外視覺皮层V2-V5。初級視覺皮層位在枕叶，是視覺輸入的初級中繼站，依照双流假说，初級視覺皮層會藉著二個主要路徑傳送資訊，分別是背側流（dorsal stream）及腹側流（ventral stream）。背側流路徑包括皮層V2及V5，用來處理視覺上有關「哪裡」及「如何」的資訊，而腹側流的路徑包括皮層V3及V4，用來處理視覺上有關「什麼」的資訊。在一些情下，腹側流注意力網路（ventral attention network）中任务负激活區域的活動會增加，例如感覺刺激的突然變化、任務階段的開始及結束、以及在一個完整測試結束的時候。

### 聽覺皮層
聽覺皮層位在颞叶，是聲音資訊的初級接收區。聽覺皮層是由布羅德曼41及42區組成，也稱為前横向颞41区（anterior transverse temporal area 41）及後横向颞42区（posterior transverse temporal area 42）。二個區域的行為類似，都是接收及處理毛细胞傳遞的資訊。

### 原嗅皮層
原嗅皮層位在颞叶，是嗅觉的主要接收區。哺乳類的嗅覺和味覺的機制是由周围神经系统及中樞神經系統整合達成的。周围神经的機制包括嗅接收神經元延著嗅神經傳遞化學訊號，最後到達嗅球。参与嗅神经级联的化学受体利用G蛋白質受體來傳遞其化學信號到级联較下級的神經。中樞神經的機制包括將嗅神經轴突整合到嗅球中的嗅小體，信號再傳送到原嗅皮層，其中包括前嗅核、梨状皮质、内侧杏仁核及内嗅皮质。
視覺及聽覺會跨腦半球整合訊息，但嗅球不會，右嗅球連接到腦右半球，而左嗅球連接到腦左半球。

### 味觉皮层
味觉皮层是味觉的主要接收區。以技術的角度來看，味道（taste）是指品嚐食物時，舌頭上味蕾的感覺。味蕾可以感受到的五種味覺有酸、苦、甜、鹹，以及一種對蛋白質的感覺，稱為鮮味（辣是化學物質刺激細胞產生的感覺，嚴格來說不屬於味覺）。有關食物的另外一個詞是flavor，是指味覺、嗅覺及舌頭觸覺整合後得到的體驗。味觉皮层包括二個部份：位在岛叶的前腦島（anterior insula），以及位在額葉的岛盖。味觉和嗅覺類似，機制都是由周围神经及中樞神經整合而成。周围神经的味觉感受器位在舌、软颚、咽及食道，將接收到的訊號傳送到初級感覺軸突，再傳送到延髓內的孤束核，或是solitary tract complex中的味觉核。信號之後會傳送到丘脑，再傳送到新皮质的幾個區域，其中包括味觉皮层。
味觉的神經處理在每一個階段都會受到舌頭同時產生的體感資訊所影響，這個稱為口感。但食物的氣味會在岛叶及前額腦區底部時才會和味道的信息整合，而有更整體的感受。

## 感觉系统

### 视觉系统
视觉系统是神经系统的一个组成部分，它使人类具有了视知觉能力。
它使用可见光信息构筑机体对周围世界的感知。视觉系统具有将外部世界的二维投射重构为三维世界的能力。除了人类外，不同物种也有视觉系统，所能感知的可见光处于光谱中的不同位置。例如，有些物种可以看到紫外部分，而另一些则可以看到红外部分。

### 听觉系统
听觉系统是听觉的感覺系統，听觉指的是声源振动引起空气产生疏密波（声波），通过外耳和中耳组成的传音系统传递到内耳，经内耳的环能作用将声波的机械能轉变为听觉神经上的神经冲动，后者传送到大脑皮层听觉中枢而产生的主观感觉。聲波是由於四周的空氣壓力有節奏的變化而產生,當物件在震動時，四周的空氣也會被影響.當物件越近，空氣的粒子會被壓縮；當物件越遠，空氣的粒子會被拉開。

### 体感系统
体感系统是有触觉、压觉、溫覺、痛覺和本体感觉（关于肌肉和关节位置和运动、躯体姿势和运动以及面部表情的感觉）的一個系统。体感是和特殊感觉相对的一个概念。这些不同的体感模式源自不同类型的感受器。在哺乳类，体感的上行神经通路起源自身体不同部位的感受器，途经后柱-内侧丘系通路、脊髓丘脑前束、脊髓皮层前束和脊髓皮质后束，终于大脑皮层后中央回的体感皮层。

### 味觉系统
味覺系統是指感受味觉的感受器。對於哺乳類動物，其味覺系統是由口腔內的舌頭以及連接舌頭及大腦之間的神經系統組成。味覺系統的作用，主要是作為一個防衛機制，減少進食有問題的食物的機會。

### 嗅觉系统
嗅覺系統是指感受嗅觉的感受器。大部份哺乳類及爬蟲類動物的嗅覺系統由主要嗅覺系統（main olfactory system）及輔助嗅覺系統（accessory olfactory system）组成，前者負責感應氣態物質的氣味，後者則負責感應液態物質的氣味。

## 相關疾病

失能調整生命年於2002年時各國感覺器官疾病每十萬人發生率數據。
無資料
小於200
200-400
400-600
600-800
800-1000
1000-1200
1200-1400
1400-1600
1600-1800
1800-2000
2000-2300
大於2300

- 弱視
- 听觉障碍
- 散光
- 白内障
- 色盲
- 遠視